# Sharon Van Etten
Sharon Van Etten (Nueva Jersey, 26 de febrero de 1981) es una cantante y compositora estadounidense.
Según el sitio Pitchfork Media, sus canciones recogen "algunos ecos de la tradición folk pero generalmente con un mayor peso de lo personal y lo introspectivo". Su discografía, que se inició con Because I Was in Love (2009) y se extiende hasta Sharon Van Etten & The Attachment Theory (2025), incluye siete álbumes de estudio y un EP I Don't Want to Let You Down (2015) que, en líneas generales, exploran los sentimientos derivados del desamor, la pérdida y la reconstrucción emocional.
El disco más famoso y aclamado de Sharon Van Etten es Tramp (2012). Fue el álbum que la consolidó en la escena indie internacional. Producido por Aaron Dessner (de The National), Tramp recibió elogios de medios como Pitchfork, NPR y The Guardian, y contiene canciones emblemáticas como "Serpents" y "Leonard". Es el disco que marcó un antes y un después en su carrera, tanto a nivel de sonido —más crudo, eléctrico y emocional— como en cuanto a visibilidad.

## Biografía y carrera musical

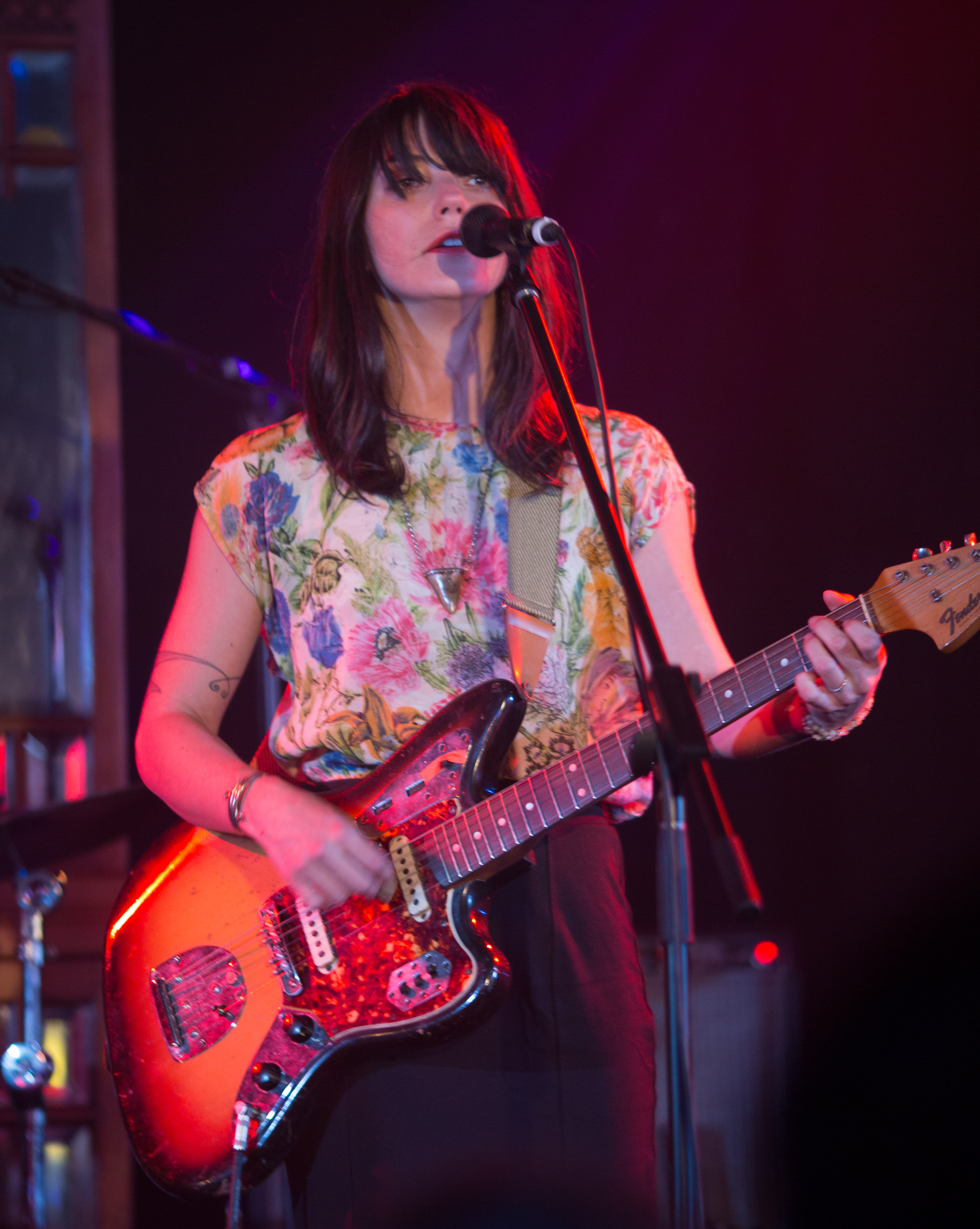
Sharon Van Etten en 2013.

Van Etten nació y creció en Nueva Jersey, donde cursó sus estudios en el instituto North Hunterdon. Se mudó a Tennessee para continuar su carrera académica en la Middle Tennessee State University, y allí entró en contacto con una gran variedad de géneros musicales. Van Etten, que durante su niñez había sido cantante de coro, comenzó durante este periodo a tocar en público las canciones que había compuesto durante su etapa en el instituto. Tras volver a Nueva Jersey, Kyp Malone de TV on the Radio animó a Van Etten a que se dedicara en serio a la música.
Su debut oficial, Because I Was in Love, una colección de canciones confesionales y con la guitarra como principal instrumento, se lanzó en la primavera de 2009, y supuso el inicio de su carrera musical. En abril del mismo año, cantó y tocó la guitarra en la canción "Coming Home", escrita por Jeremy Joyce para la película  Women's Prison. En agosto de 2009, participó en el álbum aclamado por la crítica, Hospice, de The Antlers; grabó la parte vocal de la canción "Thirteen". En septiembre de 2010, Van Etten publicó su segundo disco, Epic, con un sonido más próximo al de una banda completa, que fue bien recibido por la crítica especializada y consolidó su imagen en los circuitos independientes.
El año 2011 marcaría el desarrollo de la relación de Van Etten con el grupo musical The National. La cantante colaboró con la banda en la canción "Think You Can Wait" (parte de la banda sonora de la película Win Win), para la que grabó la parte vocal. Además, entre febrero y marzo del mismo año, fue su telonera en trece conciertos de su gira europea y en algunas citas en territorio estadounidense.
Su tercer disco de estudio, Tramp, se editó en febrero de 2012, en el sello Jagjaguwar. Producido y grabado por Aaron Dessner, guitarrista y compositor de The National, en el álbum colaboran Bryce Dessner (su hermano y también miembro de The National), Matt Barrick (de The Walkmen), Zach Condon (de Beirut), Jenn Wasner (de Wye Oak) y el propio Dessner. Tramp debutó en el número 75 de la lista Billboard 200 y ha aparecido en varias listas de los mejores discos de 2012: en el puesto 36 de 50, según Pitchfork Media; y en la lista Best Music of 2012, según NPR.
En enero de 2013, colaboró en el tributo de John Cale a la cantante Nico, A Life Along the Borderline, en la Brooklyn Academy of Music de Nueva York. La cantante teloneó a Nick Cave durante su gira de 2013.
Ha participado también como actriz en la primera temporada de la serie de Netflix The OA, con un personaje llamado Rachel, e interpretando la canción "I Wish I Knew" .
Una interpretación por ella misma de su canción "Tarifa" cierra el sexto capítulo de la tercera temporada de la serie Twin Peaks. Grabó una versión de la canción "I Won't Back Down" de Tom Petty para la serie Bad Monkey.
En octubre de 2018 llegó su álbum Remind Me Tomorrow, que se lanzó el 18 de enero de 2019. Este álbum marcó un giro en su sonido, con una mayor incorporación de elementos electrónicos. Durante la pandemia de 2020, escribió canciones inspiradas en su nueva vida y el contexto político. Participó en un evento benéfico junto a Fountains of Wayne para rendir homenaje a su fallecido compañero Adam Schlesinger y lanzó un cover con Josh Homme versionando a Nick Lowe. También contribuyó con la canción “Let Go” al documental Feels Good Man y en noviembre publicó versiones de “Silent Night” y “Blue Christmas”.
En 2021, Van Etten publicó el sencillo "Like I Used To" con Angel Olsen y participó en el Newport Folk Festival. Al año siguiente, lanzó su sexto álbum, We've Been Going About This All Wrong. Con motivo del décimo aniversario de Are We There, compartió en 2024 una versión alternativa de “Every Time the Sun Comes Up”. Ya en 2025, presentó Sharon Van Etten & the Attachment Theory, un nuevo proyecto que recibió una cálida acogida por parte de la crítica.
Actualmente reside en Brooklyn, Nueva York.

## Discografía

### Álbumes de estudio
- Because I Was In Love (2009)
- Epic (2010)
- Tramp (2012)
- Are We There (2014)
- I Don't Want to Let You Down - EP (2015)
- Remind Me Tomorrow (2019)
- We've Been Going About This All Wrong (2022)
- Sharon Van Etten & The Attachment Theory (2025